# جون هارفي (لاعب كريكت)
جون هارفي (27 سبتمبر 1939 في المملكة المتحدة - 20 أغسطس 2003 بريدنغ في المملكة المتحدة) (بالإنجليزية: John Harvey)‏ هو لاعب كريكت بريطاني. لعب مع نادي مقاطعة ديربيشاير للكريكت ‏ ونادي مارليبون للكريكت ‏.